# Muara (Cilamaya Wetan)
Muara is een bestuurslaag in het regentschap Karawang van de provincie West-Java, Indonesië. Muara telt 4119 inwoners (volkstelling 2010).